# Kedvesem
Kedvesem är en låt med den ungerska sångaren ByeAlex. Kedvesem är ungerska och betyder min älskling. Det finns en version med svensk refräng i slutet av låten.

## Eurovision
Den 2 mars 2013 blev det klart att låten kommer att vara Ungerns bidrag i Eurovision Song Contest 2013. 
 Låten gick vidare till final och slutade där på tionde plats, den bästa placeringen för Ungern sedan 2007.

## Andra versioner
- Kedvesem (Márta Alex)
- Kedvesem (Zoohacker Remix) – Versionen i Eurovision Song Contest 2013 (Márta Alex / Márta Alex, Palásti Kovács Zoltán)
- Kedvesem (Zoohacker Remix med svensk refräng) (Márta Alex, Hoffmann Mónika / Márta Alex, Palásti Kovács Zoltán)